# Myopopone sinensis
Myopopone sinensis este o specie dispărută de furnică din genul Myopopone. Fosilele au fost descoperite în 1989 în China, și a fost descrisă mai târziu de Zhang în acel an.